# Rafał Majka
Rafał Majka (nascido em 12 de setembro de 1989) é um ciclista profissional polaco.

## Carreira
Venceu a edição de 2014 da competição Volta à Polônia.
Conquistou a medalha de bronze na prova de estada individual Jogos Olímpicos de Verão de 2016 no Rio de Janeiro.

## Palmarés
- 2014
  - 2 etapas do Tour de France, mais classificação da montanha 
  - Volta à Polónia, mais 2 etapas

- 2015
  - 1 etapa do Tour de France
  - 3.º na Volta a Espanha

- 2016
  - Campeonato da Polónia em Estrada  
  - Classificação da montanha do Tour de France 
  - 3.º no Campeonato Olímpico em Estrada

- 2017
  - 1 etapa do Volta à Califórnia
  - Volta à Eslovénia, mais 1 etapa
  - 1 etapa da Volta a Espanha

- 2021
  - 1 etapa da Volta a Espanha

- 2022
  - 2 etapas do Volta à Eslovénia

- 2023
  - 1 etapa do Volta à Polónia

## Resultados em Grandes Voltas e Campeonatos do Mundo
Durante a sua carreira desportiva tem conseguido os seguintes postos nas Grandes Voltas e no Campeonatos do Mundo:
| Corrida            | Corrida            | 2011 | 2012 | 2013 | 2014 | 2015 | 2016 | 2017 | 2018 | 2019 | 2020 | 2021 | 2022 | 2023 |
| ------------------ | ------------------ | ---- | ---- | ---- | ---- | ---- | ---- | ---- | ---- | ---- | ---- | ---- | ---- | ---- |
|                    | Giro d'Italia      | —    | —    | 7.º  | 6.º  | —    | 5.º  | —    | —    | 6.º  | 12.º | —    | —    | —    |
|                    | Tour de France     | —    | —    | —    | 44.º | 28.º | 27.º | Ab.  | 19.º | —    | —    | 34.º | Ab.  | 14.º |
|                    | Volta a Espanha    | Ab.  | 32.º | 19.º | —    | 3.º  | —    | 39.º | 13.º | 6.º  | —    | 21.º | —    | —    |
| Mundial em Estrada | Mundial em Estrada | —    | —    | 58.º | —    | 74.º | —    | —    | 35.º | Ab.  | —    | —    | —    | —    |

—: não participa

Ab.: abandono 

## Equipas
- Miche-Silver Cross-Selle Italia (2009)[3]
- Saxo Bank/Tinkoff (2011[4] -2016)
  - Saxo Bank Sungard (2011)[4]
  - Saxo Bank-Tinkoff Bank (2012)
  - Team Saxo-Tinkoff (2013)
  - Tinkoff-Saxo (2014-2015)
  - Tinkoff (2016)
- Bora-Hansgrohe (2017-2020)
- UAE Team Emirates[5] (2021-)